# Steirachne diandra
Steirachne diandra là một loài thực vật có hoa trong họ Hòa thảo. Loài này được Ekman miêu tả khoa học đầu tiên năm 1911.